# Referendum in Danimarca del 2000
     Sì
     No

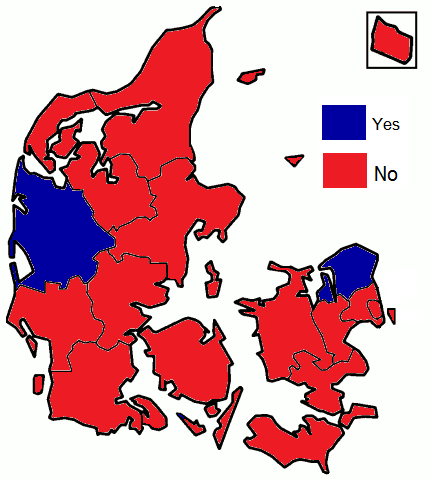
Risultati per contea
Sì
No

Il referendum in Danimarca del 2000 si tenne il 28 settembre ed ebbe ad oggetto l'adesione del Paese all'Unione economica e monetaria dell'Unione europea; la consultazione vide prevalere i no col 53,2% dei voti, con un'affluenza alle urne pari all'87,6%.
Il referendum indetto dal governo danese, allora retto da Poul Nyrup Rasmussen, sostenitore dell'adozione dell'euro, si inserì in un contesto in cui la Danimarca, dopo averlo respinto in un referendum svoltosi il 2 giugno 1992, ratificò il trattato di Maastricht, in conformità all'accordo di Edimburgo che accordò al governo danese quattro deroghe al trattato stesso, tra cui quella riguardante la partecipazione alla terza fase dell'Unione economica e monetaria europea in un altro referendum svoltosi il 18 maggio 1993.
L'esito della consultazione, sfavorevole all'adozione dell'euro, fu molto condizionato dalla storica avversione della Danimarca per la Germania

## Contesto
Ai sensi dell'articolo 20 della Costituzione danese, tutte le leggi che comportano limitazioni alla sovranità nazionale danese devono essere approvate dal Parlamento danese con la maggioranza qualificata dei cinque sesti dei parlamentari; qualora una legge di tale tipo non raggiunga la maggioranza necessaria e il governo continui a sostenerla, deve essere indetto un referendum.

## Risultati

### Livello nazionale
| No             | 1 842 814 | 53,21 |  |  |  |  |  |  |
| Sì             | 1 620 353 | 46,79 |  |  |  |  |  |  |
| Totale         | 3 463 167 | 100   |  |  |  |  |  |  |
|                |           |       |  |  |  |  |  |  |
| Schede bianche | 30 994    | 0,88  |  |  |  |  |  |  |
| Schede nulle   | 9 364     | 0,27  |  |  |  |  |  |  |
| Votanti        | 3 503 525 | 87,60 |  |  |  |  |  |  |
| Elettori       | 3 999 325 |       |  |  |  |  |  |  |

### Riepilogo per circoscrizione
| Circoscrizione                     | Aventi diritto | % Affluenza urne | % favorevoli    | % contrari      |
| ---------------------------------- | -------------- | ---------------- | --------------- | --------------- |
| København og Fredriksberg kommuner | 446.155        | 84,34            | 169.154 (44,95) | 201.263 (53,44) |
| Københavns amt                     | 450.043        | 88,85            | 188.824 (47,71) | 207.026 (52,29) |
| Fredriksborg amt                   | 269.775        | 89,17            | 120.627 (50,14) | 117.546 (43.57) |
| Roskilde amt                       | 173.068        | 90,10            | 79.871 (51,21)  | 74.487 (47,76)  |
| Vestsjællands amt                  | 223.692        | 87,91            | 81.899 (46,24)  | 112.501 (57.87) |
| Storstrøms amt                     | 200.123        | 88,03            | 73.936 (41,96)  | 100.523 (57,02) |
| Bornholms amt                      | 33.747         | 85,47            | 11.662 (34.55)  | 16.752 (58,05)  |
| Fyns amt                           | 357.537        | 87,32            | 142.461 (45.52) | 166.395 (53,29) |
| Sønderjyllands amt                 | 187.254        | 87,90            | 78.914 (47.93)  | 83.912 (50,97)  |
| Ribe amt                           | 165.339        | 86,10            | 68.533 (47.27)  | 74.856 (51,64)  |
| Vejle amt                          | 260,740        | 87,88            | 107.277 (46,81) | 118.464 (51,69) |
| Ringkøbing amt                     | 202.362        | 87,60            | 88.400 (49,86)  | 86.837 (48,98)  |
| Århus amt                          | 479.278        | 87,99            | 202.714 (48,06) | 213.946 (50,72) |
| Viborg amt                         | 175.053        | 87,34            | 71.856 (46,99)  | 79.198 (51,79)  |
| Nordjyllands amt                   | 375.159        | 87,02            | 139.609 (42,26) | 183.724 (56,27) |